# Deportivo Marquense
Club Deportivo Marquense – gwatemalski klub piłkarski z siedzibą w mieście San Marcos, w departamencie San Marcos. Obecnie występuje na pierwszym szczeblu rozgrywek – Liga Nacional de Guatemala. Domowe mecze rozgrywa na obiekcie Estadio Marquesa de la Ensenada.

## Osiągnięcia

### Krajowe
- Liga Nacional de Guatemala

mistrzostwo (0):
wicemistrzostwo (2): 2006 (C), 2007 (C)

## Historia
Klub założony został w 1958 roku, a do pierwszej ligi (zwanej wówczas Liga Mayor „A”) awansował w 1961 roku. W roku 1966 klub zajął ostatnie miejsce w lidze i spadł do drugiej ligi. Później Marquense spadł do trzeciej ligi (zwanej Second división). Do drugiej ligi (Primera División de Ascenso) klub powrócił w latach 90.
W maju 2000 roku, po ponad trzech dekadach błąkania się w niższych ligach, Marquense powrócił do pierwszej ligi. W roku 2004 klub dotarł do półfinału turnieju Apertura. W roku 2006 Marquense zajął drugie miejsce w turnieju Clausura, a w fazie pucharowej dotarł do finału mistrzostw. Tutaj zmierzył się z broniącym tytułu mistrza kraju klubem Municipal Gwatemala. Po porażce 0:2 u siebie i 1:2 na wyjeździe Marquense zadowolić musiał się jedynie tytułem wicemistrza Gwatemali, co i tak było największym sukcesem w dziejach klubu.
Marquense pierwszy raz zakwalifikował się do Pucharu Mistrzów Ameryki Środkowej (Copa Interclubes UNCAF) dzięki dotarciu do półfinału turnieju Apertura 2005, w którym walkę o finał klub przegrał z Comunicaciones Gwatemala. W roku 2006 w Copa Interclubes UNCAF klub dotarł aż do półfinału, gdzie przegrał z późniejszym zwycięzcą turnieju kostarykańskim klubem Puntarenas. Ostatecznie klub zajął trzecie miejsce i pierwszy raz w swej historii zagrał w Pucharze Mistrzów CONCACAF. Pierwszym i ostatnim rywalem była meksykańska Pachuca. Po porażce 0:2 na wyjeździe i 0:1 u siebie Marquense odpadł z turnieju. Jedynym pocieszeniem był fakt, że Pachuca w tym sezonie zdobyła Puchar Mistrzów CONCACAF.
W roku 2007 w turnieju Clausura Marquense drugi raz w swej historii dotarł do finału mistrzostw Gwatemali. Ponieważ przeciwnikiem był klub Xelajú Quetzaltenango, pierwszy raz w historii ligi gwatemalskiej w decydującym meczu o mistrzostwo kraju zabrakło klubu ze stolicy państwa. Po wygraniu 1:0 na wyjeździe, rewanż na własnym boisku Marquense przegrał aż 1:4 marnując szanse na pierwszy tytuł mistrza Gwatemali.